# L'home que va inventar el Nadal
L'home que va inventar el Nadal (títol origina en anglès, The Man Who Invented Christmas) és una pel·lícula de comèdia dramàtica biogràfica nadalenca del 2017 sobre Charles Dickens dirigida per Bharat Nalluri i escrita per Susan Coyne. Basada en el llibre homònim de no-ficció de Les Standiford de 2008, la producció conjunta canadenca i irlandesa és protagonitzada per Dan Stevens, Christopher Plummer i Jonathan Pryce. La trama segueix Dickens (Stevens) mentre concep i escriu la seva novel·la de 1843 Cançó de Nadal. S'ha doblat i subtitulat al català.
La pel·lícula va ser produïda per Parallel Film i Rhombus Media. Es va estrenar als Estats Units el 22 de novembre de 2017, i al Regne Unit l'1 de desembre de 2017. Va rebre crítiques generalment positives.